# Tautoneura ochreleuca
Tautoneura ochreleuca är en insektsart som beskrevs av Thapa 1984. Tautoneura ochreleuca ingår i släktet Tautoneura och familjen dvärgstritar.
Artens utbredningsområde är Nepal. Inga underarter finns listade i Catalogue of Life.